# Élie Ducommun

Élie Ducommun, švicarski mirovni aktivist, novinar, nobelovec  * 19. februar 1833, Ženeva, Švica, † 7. december 1906, Bern, Švica. 
Ducommun je bil sonagrajenec Nobelove nagrade za mir za leto 1902, nagrado si je delil s kasnejšim naslednikom v skupni organizaciji Charlesom Albertom Gobatom.

## Življenje in delo
Rojen je bil v Ženevi, kjer je delal kot učitelj jezikov, tutor, novinar in prevajalec za švicarsko predsedstvo (1869–1873).
Leta 1867 je pomagal pri ustanovitvi Ligue de la paix et de la liberté (Liga miru in svobode), deloval je tudi na drugih položajih, tako je bil tudi tajnik jeklarne Jura-Simplon od 1873 do 1891. Leta 1891 je bil imenovan za direktorja Mednarodnega mirovnega urada (Bureau international de la paix), prve nevladne mednarodne mirovne organizacije, ki je imela sedež v Bernu. Zavrnil je plačilo za svoj položaj z izjavo, da je želel služiti na tem položaju le zaradi svojih idealističnih razlogov.
Njegove bistre organizacijske sposobnosti so omogočile skupni uspeh organizacije. Tako je bil nagrajen z Nobelovo nagrado za mir leta 1902 in je ostal direktor organizacije do svoje smrti leta 1906.